# ألفارو بينيا (لاعب كرة قدم)
ألفارو بينيا (بالإسبانية: Álvaro Peña Herrero) (و. 1991  م) هو لاعب كرة قدم، من إسبانيا، ولد في بلباو، يلعب كلاعب وسط.

## روابط خارجية
- ألفارو بينيا على موقع الاتحاد الأوربي (الإنجليزية)
- ألفارو بينيا على موقع قاعدة بيانات كرة القدم.إي يو (الإنجليزية)
- ألفارو بينيا على موقع Soccerway.com (الإنجليزية)
- ألفارو بينيا على موقع AS.com (الإسبانية)